# Georges Rolland (géologue)
Pour les articles homonymes, voir Georges Rolland et Rolland.
Georges François Joseph Rolland, né le 23 janvier 1852 à Paris et décédé le 25 juillet 1910 à Gorcy en Meurthe-et-Moselle, est un géologue, explorateur et industriel français originaire de Lorraine.

## Biographie
Ingénieur des mines, il est membre en 1879-1880 de la mission Choisy dont le but est d'étudier le Sud de l'Algérie pour y analyser les possibilités d'un chemin de fer transsaharien. Il est alors chargé des relevés géologiques et établit les itinéraires Laghouat-El Golea et Biskra-Ouargla. 
Il participe aux débats houleux de la mer saharienne de François Élie Roudaire et soutient que le Chott el-Jérid ne correspond pas au lac Triton de l'antiquité. Il démontre que la création d'une mer dans le Sud de la Tunisie serait un désastre. 
Après le massacre de la mission Flatters, Rolland travaille à la construction de la ligne Biskra-Tougourt et à la mise en valeur agricole de la vallée de l'oued Rhir. 
Par son ouvrage La France en Afrique et le transsaharien (1890), il relance le débat sur le sujet et propose quatre tracés qui correspondent aux provinces algériennes et à la Tunisie, les tracés occidentaux menant au Niger par le Touat et les tracés orientaux, au Tchad par le Hoggar. 
Sa carte géologique du Sahara au 1/8 000 000, en 1891, supplante celle d'Auguste Pomel.
Lors de l’élection législative partielle de 1900 qui se tient dans la circonscription de Briey (Meurthe-et-Moselle), il est pressenti pour succéder à Alfred Mézières, élu sénateur, mais ne peut se porter candidat pour raisons de santé.

## Travaux
- Mission transsaharienne… géologie, hydrologie, 1880.
- Le Projet de création en Algérie et en Tunisie d'une mer dite intérieure, 1885.
- L'Oued Rhir et la Colonisation française au Sahara, 1887.
- Le Chemin de fer Biskra-Touggourt-Ouargla, 1888.
- Géologie et Hydrologie du Sahara algérien, Imprimerie nationale (Paris), 1890 (texte en ligne disponible sur LillOnum).
- Géologie du Sahara algérien et Aperçu sur le Sahara de l'océan Atlantique à la mer Rouge, 1890 (texte en ligne disponible sur LillOnum).
- La France en Afrique et le Transsaharien, 1890.
- Le Transsaharien, un an après, 1891.
- Hydrologie du Sahara algérien, 1894 (texte en ligne disponible sur LillOnum).